# ナイト・キャップ
ナイト・キャップとは、カクテルに用いられる用語や名称である。特定のレシピのカクテル名。また、カクテルの分類の一つで、寝酒として薦められるカクテル群をさすこともある。

## 概要
就寝前に酒を飲む習慣やそのときに飲む酒自体をナイトキャップ (寝酒) という。カクテルの分類のうち、寝酒として相応しいとされているカクテルを「ナイト・キャップ・カクテル」として分類することがある。また、「ナイト・キャップ」という名前で呼ばれる、特定のレシピのカクテルも存在する。
カクテル「ナイト・キャップ」はその名の通り、ナイト・キャップ・カクテルに分類されているカクテル群の中の1種であり、ナイト・キャップ・カクテルに分類されるカクテル中でも代表的なカクテルとされる。実際のところ、寝酒として飲まれるだけはないものの、寝酒としても飲まれている。

## 特定のレシピのカクテル
ブランデーベースで、ショートドリンクである。なお、ホットカクテルとして作る場合については後述する。

### 標準的なレシピ
- ブランデー ＝ 30ml
- オレンジ・キュラソー ＝ 15ml
- アニゼット（アブサン系リキュールであれば代用可能） ＝ 15ml
- 卵黄（鶏卵） ＝ 1個分
- （ナツメグ ＝ 適量）

### 作り方
ブランデー、オレンジ・キュラソー、アニゼット、卵黄をシェークして、大きめのカクテル・グラス（容量90ml程度）に注げば完成である。なお、卵黄を混合しなければならないため、シェークは強めに行う。最後に好みで少量のナツメグを振りかけることもある。

### 使用されるグラスについて
このカクテルは大型のカクテル・グラスに作るのが正式とされるものの、ソーサー型のシャンパン・グラス（容量120ml以上）で代用することが多い。そのため、シャンパン・グラスを使用すると書かれている本も多い。

### 備考
使用される酒類の分量は、好みによって変更される。標準的なレシピではブランデー、オレンジ・キュラソー、アニゼットを、2：1：1とする処方を紹介しているが、1：1：1の割合にすることも多い。他にも、アニゼットは好き嫌いの分かれるリキュールなので控えめにするよう薦める本

も存在することからも判るように、オレンジ・キュラソー、アニゼットを等量ずつにしない場合もある。また、アブサン系のリキュールが使用されれば良いので、必ずしもアニゼットだけが使用されるわけでもない。それから上記にもあるように、ナツメグは使用しない場合もある。

## ホットカクテルとして作る場合
ナイト・キャップというカクテルは、ホットタイプのロングドリンクとして作られることもある。材料の比率などはショートドリンクとして作られる場合（「標準的なレシピ」の項だけではなく、「備考」の項も参照のこと）に準ずるが、さらに熱湯も加えて作られる。このホットタイプのナイト・キャップも、実際のところは寝酒（ナイト・キャップ）として飲まれるだけはないものの、寝酒としても飲まれている。

### 作り方（ホットカクテル）
ブランデー、オレンジ・キュラソー、アニゼット、卵黄を氷の入っていないシューカーを用いてシェークし、タンブラー（耐熱ガラス製、容量240ml程度）に注ぐ。そこに適量の熱湯を加え、タンブラーを満たせば完成である。なお、最後に好みで少量のナツメグを振りかけることもある。